# Friedrichsanfang (Ohrdruf)
Friedrichsanfang ist eine Ansiedlung im Landkreis Gotha in Thüringen, die zu Crawinkel, einem Ortsteil der Stadt Ohrdruf, gehört.

## Lage
Der Weiler Friedrichsanfang liegt am Rande der Nordostabdachung des Thüringer Waldes am schroffen Übergang zur Feldwirtschaftsebene zwischen Wölfis und Plaue bei Arnstadt. Die Bundesstraßen 88/247 tangieren Crawinkel und Friedrichsanfang. Die Verkehrslage ist günstig, aber das Klima und die Bodenverhältnisse (Muschelkalkverwitterung) beeinflussen eine bessere Differentialrente.

## Geschichte
Im Jahr 1750 wurde der Weiler erstmals urkundlich erwähnt. Dieser Weiler war anfänglich eine Kolonistensiedlung im Amt Georgenthal des Herzogtums Sachsen-Gotha-Altenburg. Sie wurde unter Obhut der herzoglichen Forstverwaltung gegründet. Im Jahr 1780 standen ein Wirtshaus und drei Kolonistenhäuser. 1858 beauftragte der Landrat aus Ohrdruf die Gemeinde Crawinkel, die bestehenden Häuser mit etwa 50 Personen einzugemeinden. Am 30. Januar 1858 wurde trotz Widerstand die Eingemeindung vollzogen.
Seit dem 1. Januar 2019 ist Crawinkel zusammen mit Friedrichsanfang ein Ortsteil der Stadt Ohrdruf.